# 雅布
雅布即簡修親王（穆麟德轉寫：yabu；1658年—1701年），滿洲愛新覺羅氏。鄭獻親王濟爾哈朗之孫、簡純親王濟度第五子。第五代鄭親王（1683年－1701年）。
康熙二十二年（1683年），雅布在其兄喇布逝世及緣事追削王爵後，承襲簡親王爵位。
康熙二十七年（1688年），朝廷命雅布開赴蘇尼特防備噶爾丹。康熙二十九年（1690年），噶爾丹深入烏珠穆沁地，清軍由恭親王常寧為安北大將軍率領，雅布與信郡王鄂扎為副帥，出喜峯口。既而罷行，聖祖下詔雅布開赴至裕親王福全軍參贊軍務。同年八月，擊敗噶爾丹於烏闌布通，噶爾丹逃遁，雅布並沒有窮追。回師後，朝廷議論他不追敵罪，罪當奪爵，聖祖下詔罰雅布薪俸三年。康熙三十五年（1696年）， 雅布跟從聖祖親征。康熙三十八年（1699年），命令雅布掌管宗人府事。
康熙四十年（1701年），雅布逝世，朝廷予以諡號為「修」，由長子雅爾江阿承襲簡親王爵位。

## 家庭

### 妻妾
- 嫡福晋西林觉罗氏，佐领苏柏林之女
- 继福晋博尔济吉特氏，头等侍卫阿喇普谭之女
- 侧福晋高氏，轻车都尉色白合之女
- 侧福晋郭氏，常保之女
- 庶福晋王氏，阿尔泰之女
- 庶福晋李氏，巴格之女
- 庶福晋嵩佳氏，四品典卫赫达色之女
- 庶福晋瓜尔佳氏，护军校察孙之女
- 妾乌孙氏，绷格宜之女

### 儿子
雅布有子十五人，雅爾江阿及神保住先後襲爵。
- 长子：已革和硕简亲王雅尔江阿（1677年－1732）
- 次子扬丹（1679-1685），母嫡福晋西林觉罗氏。康熙十八年十一月初十日生，与第一子同母；二十四年八月十三日卒，年七岁。
- 三子：三等輔國將軍阿扎蘭（1683-1717）母侧福晋郭氏。康熙二十二年九月二十日生，四十一年三月，授头等侍卫，封三等辅国将军；四十六年十一月，因病解退侍卫；五十六年丁酉五月初六日申时卒，年三十五岁；嫡妻瓜尔佳氏，侍郎巴什之女，妾萨克达氏，妾郭氏，郭满昌之女，妾孙氏，孙诚之女，妾李氏，李六之女，妾苏氏，苏赫之女，妾金氏，金二之女，妾李氏，李四之女；十四子：长子阿儿玺，次子阿尔锡，三子永盛保，四子永奇泰，五子德襄，六子德穆，七子德逊，八子德俊，九子德恭，十子德温，十一子德冲，十二子德丰，十三子德雅，十四子德新。
- 四子：就格（1685-1686），母庶福晋王氏。康熙二十四年二月二十六日生；二十五年四月二十四日卒，年二岁。
- 五子：三等奉國將軍實格（1685-1715），母庶福晋李氏。康熙二十四年九月二十六日生；四十三年五月，封三等奉国将军；五十四年四月十三日卒，年三十一岁；嫡妻舒舒觉罗氏，笔帖式七十之女；无子。
- 六子：一等鎮國將軍敬順（1687-1744），母继福晋博尔济吉特氏。康熙二十六年七月二十五日生，；四十五年五月，封奉恩镇国公；五十五年四月，因懒惰革去公爵，授一等镇国将军；乾隆九年四月二十一日卒，年五十八岁；嫡妻博尔济吉特氏，将军查穆扬之女，妾李氏，西特库之女；五子：长子良宪，次子告退宗学总管、辅国将军长兴，三子常庆，四子常训，五子三等侍卫咸英。
- 七子：三等輔國將軍巴祿（1688-1709），母庶福晋王氏。康熙二十七年二月十五日生，与第四子同母；四十六年十一月，封三等辅国将军；四十八年九月三十日卒，年二十二岁；嫡妻纳喇氏，二等侍卫钴巴之女，妾宜氏，宜奇之女；二子：长子奉国将军鼐绶，次子霭明。
- 八子：三等奉國將軍理盛額（1689-1712），母侧福晋郭氏。康熙二十八年己巳八月初八日生，与第三子同母；四十七年五月，封三等奉国将军；五十一年七月十二日卒，年二十四岁；嫡妻瓜尔佳氏，头等侍卫苏伯里之女；一子：长子奉恩将军德纶泰。
- 九子：已革一等鎮國將軍揚桑阿（1690-1743），母继福晋博尔济吉特氏。康熙二十九年庚午十月二十四日生，与第六子同母；四十九年五月，封奉恩镇国公；五十五年四月，因懒惰革去公爵，授一等镇国将军；乾隆四年十月，缘事革去镇国将军；八年十二月十二日卒，年五十四岁；嫡妻博尔济吉特氏，公喇尔泰之女，妾邢氏，邢智之女，妾高氏，高有德之女，妾佟氏，伊都之女，妾徐氏，久子之女，妾佟氏，阿图之女，妾佟氏，喀图之女，妾李氏，李大之女；十四子：长子永佑，次子三等侍卫长钦，三子长礼，四子务能义（因罪处死黜宗室），五子长绪，六子常悦，七子常奇，八子常永，九子常信，十子常林，十一子常莫，十二子常魁，十三子常年，十四子常瑞。
- 十子：三等奉國將軍武格（1692-1729），母庶福晋嵩佳氏。康熙三十一年九月二十三日生，五十年二月，封三等奉国将军；雍正七年二月，授三等侍卫；九年七月十七日卒，年四十岁；嫡妻瓜尔佳氏，护军参领噶尔图之女；六子：长子迪波，次子容林，三子常住，四子三等侍卫、奉恩将军牟尼保，五子灵官保，六子巴保。
- 十一子：三等輔國將軍忠保（1694-1754），母庶福晋瓜尔佳氏。康熙三十三年六月二十日生；五十三年二月，封三等辅国将军；本年三月，授头等侍卫；十月，授冠军使；雍正三年三月，因病告退冠军使及辅国将军；乾隆二年九月，病痊复授为辅国将军；十九年七月二十七日卒，年五十二岁；嫡妻纳喇氏，司库吉尔塔浑之女；二子：长子豪伸，次子穆禅。
- 十二子：珠尔苏（1695-1696），母庶福晋王氏。康熙三十四年正月初九时生，与第七子同母；三十五年丙子七月十一日酉时卒，年三岁。
- 十三子：已革一等鎮國將軍敬儼（1696-1735），母继福晋博尔济吉特氏。康熙三十五年四月初八日生，与第九子同母；五十五年四月，封一等镇国将军；雍正四年三月，缘事革退镇国将军，授三等侍卫；八年二月，授二等侍卫；十三年十二月二十一日卒，年四十岁；嫡妻李佳氏，长史长柱之女，妾宋氏，宋三格之女，妾蒋氏，蒋有良之女；四子：长子常森，次子已革三等侍卫常杰，三子常齐，四子常弼。
- 十四子：已革簡親王神保住（1696-1759）母侧福晋郭氏。康熙三十五年九月二十九日生，与第八子同母；五十五年四月，封一等镇国将军；雍正四年三月，袭和硕简亲王；乾隆十三年九月，缘事革退亲王；二十四年闰六月二十九日卒，年六十四岁；
- 十五子：穆尼（1699-1723），母庶福晋瓜尔佳氏。康熙三十八年八月二十八日生，与第十一子同母；雍正元年癸卯二月初八日寅时卒，年二十五岁；嫡妻瓜尔佳氏，轻车都尉官保之女；一子：长子已革五品官德庆。